# Краснознаменка (Красногвардейский район)
Краснозна́менка (укр. Краснознам'янка, крымскотат. Krasnoznamenka, Краснознаменка) — село в Красногвардейском районе Республики Крым, центр Краснознаменское сельское поселение (согласно административно-территориальному делению Украины — Краснознаменского сельского совета Автономной Республики Крым).

## Население
| 2001 | 2014  |
| ---- | ----- |
| 1209 | ↘1201 |

Всеукраинская перепись 2001 года показала следующее распределение по носителям языка
| Язык             | Процент |
| ---------------- | ------- |
| русский          | 68.98   |
| крымскотатарский | 18.28   |
| украинский       | 10.92   |
| другие           | 0.08    |

### Динамика численности
- 1974 год — 992 чел.[10]
- 1989 год — 1241 чел.[11]
- 2001 год — 1209 чел.
- 2009 год — 1164 чел.[12]
- 2014 год — 1201 чел.[13]

## Современное состояние
На 2017 год в Краснознаменке числится 9 улиц; на 2009 год, по данным сельсовета, село занимало площадь 143,9 гектара на которой, в 391 дворе, проживало более 1,1 тысячи человек. В селе действуют средняя общеобразовательная школа, детский сад «Украиночка, сельский дом культуры, библиотека, амбулатория общей практики – семейной медицины, аптека, отделение Почты России, магазины. Село связано автобусным сообщением с райцентром и соседними населёнными пунктами.

## География
Краснознаменка — село в степном Крыму на юго-западе района, высота центра села над уровнем моря — 87 м. Соседние сёла: Ленинское в 3,5 км на восток и Тимошенко в 0,8 км на запад. Расстояние до райцентра — около 39 километров (по шоссе) на север, ближайшая железнодорожная станция — Элеваторная — примерно в 12 километрах. Транспортное сообщение осуществляется по региональной автодороге 35Н-271 от шоссе 35К-001 Красноперекопск — Симферополь (по украинской классификации — С-0-10661).

## История
Село образовано в 1929 году, как посёлок Симферопольского зерносовхоза. Название получило в честь награждения бригады трактористов орденом Красного Знамени в 1930 году. Постановлением ВЦИК «О реорганизации сети районов Крымской АССР» от 30 октября 1930 года, был создан Биюк-Онларский район(указом Президиума Верховного Совета РСФСР № 621/6 от 14 декабря 1944 года переименованный в Октябрьский), как национальный (лишённый статуса национального постановлением Оргбюро ЦК КПСС от 20 февраля 1939 года) немецкий в который включили село.
После освобождения Крыма от фашистов в апреле, 12 августа 1944 года было принято постановление № ГОКО-6372с «О переселении колхозников в районы Крыма» и в сентябре 1944 года в район приехали первые новоселы (57 семей) из Винницкой и Киевской областей, а в начале 1950-х годов последовала вторая волна переселенцев из различных областей Украины. С 25 июня 1946 года Краснознаменка в составе Крымской области РСФСР, а 26 апреля 1954 года Крымская область была передана из состава РСФСР в состав УССР. Время создания Краснознаменского сельсовета пока не установлено: на 15 июня 1960 года он уже существовал.
Указом Президиума Верховного Совета УССР «Об укрупнении сельских районов Крымской области», от 30 декабря 1962 года, Октябрьский район был упразднён, сёла передали в состав Красногвардейского. По данным переписи 1989 года в селе проживал 1241 человек. С 12 февраля 1991 года село в восстановленной Крымской АССР, 26 февраля 1992 года переименованной в Автономную Республику Крым. С 21 марта 2014 года в составе Крыма аннексирована Россией.
12 мая 2016 года парламент Украины, не признающий российскую аннексию, принял постановление о переименовании села в Старый Млын (укр. Старий Млин), в соответствии с законами о декоммунизации, однако данное решение не вступает в силу до «возвращения Крыма под общую юрисдикцию Украины».